# Gewerkschaften in Polen
Die Gewerkschaften in Polen gehören zum größten Teil einem der drei Gewerkschaftsbünde an:
| Name des Gewerkschaftsbunds                                                                                                 | Mitglieder | Zugehörigkeit zu einem Internationalen Gewerkschaftsverband |
| --- | ---------- | ----------------------------------------------------------- |
| Niezależny Samorządny Związek Zawodowy »Solidarność«, Solidarność (Unabhängige selbstverwaltete Gewerkschaft »Solidarität«) | 0552.000   | IGB, EGB                                                    |
| Ogólnopolskie Porozumienie Związków Zawodowych, OPZZ (Bundesweiter Gewerkschaftsbund)                                       | 0450.000   | IGB, EGB                                                    |
| Forum Związków Zawodowych, FZZ (Gewerkschaftsforum)                                                                         | 0300.000   | EGB                                                         |

Darüber hinaus existieren Basisgewerkschaften wie die Inicjatywa Pracownicza (IP), Mitglied der Internationalen Konföderation der Arbeiter*innen (IKA).

## Mitgliedsgewerkschaften, internationale Kontakte
Mitgliedsgewerkschaften der NSZZ »Solidarność« sind u. a. (in Klammern jeweils: Mitgliederzahlen, Zugehörigkeit zu einer Globalen Gewerkschaftsföderation):
- Krajowa Sekcja Oświaty i Wychowania, KSOiW (Nationale Sektion für Bildung und Erziehung) (70.000, EI, ETUCE);
- Krajowy Sekretariat Górnictwa i Energetyki NSZZ »Solidarność« (Nationales Sekretariat für Bergbau und Energie der NSZZ »Solidarność«) (80.000, IndustriAll, IndustriAll Europe).

Mitgliedsgewerkschaft des OPZZ sind u. a.:
- Związek Nauczycielstwa Polskiego, ZNP (Polnische Lehrergewerkschafter’s Union)  (180.000, EI, ETUCE);
- Federacja Związków Zawodowych Metalowców i Hutników w Polsce, FZZ Metalowcy i Hutnicy (Föderation der Metallarbeitergewerkschaften und Metallurgen in Polen) (18.000, IndustriAll Europe).

Mitgliedsgewerkschaft des FZZ sind u. a.:
- Ogólnopolski Związek Zawodowych Pielęgniarek i Położnych, OZZPiP (Nationaler Verband professioneller Krankenschwestern und Hebammen) (75.000);
- Niezależny Samorządny Związek Zawodowy Policjantów, NSZZ Policjantów (Unabhängige selbstverwaltete Gewerkschaft der Polizeibeamten) (35.000);
- Federacja Związków Zawodowych Pracowników PKP, FZZ Pracowników PKP (Gewerkschaftsbund der polnischen Eisenbahn PKP) (32.000);
- Porozumienie Związków Zawodowych, KADRA (Gewerkschaftsallianz »KADRA«, Bereich Bergbau und Energie) (18.000, IndustriAll Europe).